# Asłambiek Wadałow
Asłambiek Wadałow, ros. Асламбе́к Вада́лов (ur. 3 kwietnia 1971) – bojownik czeczeński, były przywódca Emiratu Kaukaskiego.

## Życiorys
Weteran pierwszej wojny czeczeńskiej z Rosją w latach 1994–1996. Walczył też w drugiej wojnie trwającej od 1999. Był dowódcą polowym.
1 sierpnia 2010 został przywódcą Emiratu Kaukaskiego, następcą Doku Umarowa, pierwszego emira. 4 sierpnia 2010 Umarow odwołał jednak swoją decyzję i zapowiedział, że nadal będzie rządzić emiratem.
13 sierpnia 2010 Kavkaz Center podał, iż Wadałow zrezygnował z funkcji zastępcy Emira Kaukaskiego.